# وثيقة تقييم العمليات
وثيقة تقييم العمليات هي أداة عمل مصممة لهيكلة مؤشرات الأداء الأساسية التنظيمية على إطار متعدد السنوات. وقد يكون مكملاً لنهج وثيقة التقييم المتوازنة. ويبدأ تصميم وثيقة تقييم العمليات من إطار أنطولوجي مشترك من بين الإستراتيجية، وإدارة عمليات الأعمال، قياس أداء الأعمال. وقد أنشأها غييرمو غرانادوس عام 2007.

## الإطار الأنطولوجي
يعتمد الإطار الأنطولوجي الخاص بوثيقة تقييم العمليات على أنطولوجي من أربع فئات داخل إطار تنظيمي. حيث يقترح الأنطولوجي ذو الفئات الأربع فئتين ماديتين وفئتين غير ماديتين للأشياء: عامةً وخاصةً. واستنادًا إلى نظرية تعريف قائمة على افتراض المادية في الحدث المتناول،  فإن العمليات التنظيمية يتم تعريفها كأحداث مقيدة بإطار مؤقت. يتيح هذا الأمر تحليل فئات العمليات باستخدام قاعدة نظرية المجموعات. كما يتم تطوير حالات الوجود رسميًا من جبر الوجود للأحداث المتناولة استنادًا إلى قواعد اللغة اليابانية. وستتم الإشارة إلى الأحداث التنظيمية كمجرد أحداث. الأحداث غير المتناولة ــ من بين أمور أخرى يمكن مناقشتها إذا كانت أحداثًا أو لم تكن ــ مثل الحياة التنظيمية، ولا يتم اعتبار عمليات الأفراد الشخصية (الوجدانية، والعاطفية، والعمرية) كأحداث تنظيمية.
ويتم تعريف العملية أنطولوجيًا كطبقة مادية عامة، مع تعريف كلٍ من وقائعها كطبقة مادية خاصة. ويعد وجود العملية التنظيمية نتيجةً لتكرارية منطق الحدث المشترَك بين مجتمعٍ من المجتمعات.

## الاختلاف عن وثيقة التقييم المتوازنة
على الرغم من إمكانية اعتبار وثقة تقييم العمليات كتخصيص لوثيقة التقييم المتوازنة، إلا أن بها خصائص مختلفة ماديًا: 
1. وثيقة التقييم المتوازنة مصممة للنشر الإستراتيجي بفترة واحدة بينما وثيقة تقييم العمليات مصممة للمقارنة التخطيطية متعددة الفترات.
2. تقترح وثيقة التقييم المتوازنة عمل تصميم القياس بغض النظر عن هيكل عمليات الأعمال، لكن وثيقة تقييم العمليات تبدأ تصميم القياس من تحديد عمليات الأعمال.
3. يجب أن تختلف خطط الإستراتيجية المصممة من وثيقة تقييم متوازنة بشكل كبير من خطة إلى أخرى تؤدي غالبًا إلى اكتظاظ المؤشرات؛ تجبر وثيقة تقييم العمليات الإستراتيجية على أن تكون مبينة على قياس قائم على الإعلان مسبقًا. ويمكن أن تستخدم وثيقة تقييم العمليات خطط الإستراتيجية كمدخلات لإظهار الإستراتيجية على أساس تعدد الفترات.

## افتراضات حول عمليات الأعمال
تفترض وثيقة تقييم العمليات خصائص عمليات الأعمال التالية: 
1. يمكن تقسيم العملية إلى مجموعة محدودة من العمليات بنفس الخصائص.
2. يمكن ضم العمليات المتعددة إلى عملية واحدة بنفس الخصائص.
3. ويمكن لعملية ما توليد عمليات أخرى دون أن تفقد جوهرها